# Marcel Fournier (juriste)
Pour les articles homonymes, voir Marcel Fournier et Fournier.
Pierre Joseph Marcel Fournier, né à Bordeaux le 13 octobre 1856 et mort à Meudon le 15 mars 1907,, est un historien français du droit.

## Biographie
Élève de l'École nationale des chartes, il obtient le diplôme d'archiviste paléographe en 1881 grâce à une thèse intitulée De l'affranchissement et de la condition des affranchis dans la Gaule franque.
Il obtient ensuite un doctorat en droit à la Faculté de droit de Paris en 1881 intitulée Essai sur l'histoire du droit d'appel. Républicain modéré, il est le fondateur de la Revue politique et parlementaire ainsi que l'initiateur et le secrétaire général du Grand cercle républicain.
Il est directeur général de l'Enregistrement de 1902 au début de 1906.

## Œuvres
- 1885 : Essai sur les formes et les effets de l'affranchissement dans le droit gallo-franc, Paris, F. Vieweg (Collection de la Bibliothèque de l'École des hautes études. Sciences philologiques et historiques). Notice Bnf n° : FRBNF30455755.
- 1894 : Revue politique et parlementaire.- Paris, 1894-1901, 30 vol. in-8°.- Notice Bnf n° : FRBNF30455768.